# Rot-lila Koalition
Unter einer rot-lila Koalition (auch Magenta-Koalition genannt) versteht man in Deutschland eine Koalition zwischen der SPD (Parteifarbe rot) und dem Bündnis Sahra Wagenknecht (BSW, Parteifarbe lila). Seit Dezember 2024 regiert mit dem Kabinett Woidke IV erstmals eine solche Koalition auf Landesebene.

## Landesregierung in Brandenburg (seit 2024)
Vor der Landtagswahl in Brandenburg 2024 war neben einer möglichen Mehrheit für eine Fortsetzung der bisherigen Kenia-Koalition über eine mögliche Brombeer-Koalition (rot-lila mit CDU) spekuliert worden. Durch das Ausscheiden der Grünen, Linke und BVB/Freie Wähler aus dem Parlament ergab sich diese rot-lila-schwarze Mehrheit auch, die CDU lehnte jedoch Gespräche für ein solches Bündnis ab, da SPD und BSW alleine bereits über eine Mehrheit verfügen und die Einbindung der CDU zur Bildung einer übergroßen Koalition geführt hätte. Nach einem Treffen des Ministerpräsidenten und SPD-Spitzenkandidaten Dietmar Woidke mit BSW-Parteichefin Sahra Wagenknecht folgten Sondierungsgespräche der SPD mit dem BSW zur Bildung einer solchen rot-lila Koalition. Ende Oktober 2024 gaben die beiden Parteien bekannt, in Koalitionsverhandlungen treten zu wollen, die Mitte Dezember zum Abschluss kamen.
Als Hindernis für eine Zusammenarbeit galt, dass das BSW Waffenlieferungen in die Ukraine und die Stationierung US-amerikanischer Mittelstreckenraketen in Deutschland in der Landespolitik mitverhandeln möchte, um ein Bekenntnis einer SPD-BSW-Landesregierung dagegen zu erreichen. Wegen Differenzen zum BSW hatte etwa Wirtschaftsminister Jörg Steinbach (SPD) noch während der Koalitionsverhandlungen verlautbart, nicht erneut der künftigen Landesregierung angehören zu wollen, und kündigte seinen Rückzug an.
Am 11. Dezember 2024 wurde Dietmar Woidke schließlich zum Ministerpräsidenten gewählt und mit dem Kabinett Woidke IV die bundesweit erste rot-lila Koalition gebildet.